# Vansko jezero
Vansko jezero (turško Van Gölü; armensko: Վանա լիճ; kurdsko: Gola Wanê) je največje jezero v Turčiji. Leži na daljnem vzhodu države. Je slano jezero ognjeniškega izvora brez iztoka, vodo pa dobiva iz številnih majhnih pritokov, izvirajočih v okoliških gorah. Jezero je 120 kilometrov dolgo in 80 kilometrov široko, njegova največja globina pa znaša 457 metrov. Po površini meri 3.755 km² in leži 1719 metrov nad morjem.
Jezero je ostalo brez iztoka v pleistocenu, ko je tok lave iz ognjenika Nemrut Dagi, ležečega ob zahodni obali jezera, zaprl zahodni iztok proti nižini Mus. Poleg spečega Nemrut Dagija se ob severnem bregu jezera dviga še en speč stratovulkan, Suphan Dagi. Gladina jezera se je pogosto močno spreminjala: v 90. letih 20. stoletja se je, denimo, dvignila vsaj za tri metre, kar je povzročilo uničenje mnogih kmetijskih površin, trenutno pa se (po krajšem obdobju stalne višine gladine in kasnejšem nižanju) zdi, da se ponovno dviga.
Jezerska voda je močno bazična in bogata z natrijevim karbonatom in drugimi solmi, ki jih izločajo z izparevanjem vode in uporabljajo kot detergente. Darek, vrsta sleda, ki jo love med pomladanskimi poplavami, se drsti v bližini izlivov tekočih voda v jezero in predstavlja edino ribjo vrsto, ki lahko preživi v jezerski vodi.
Jezero obkrožajo kmetijske površine, na katerih pridelujejo sadje in žita. 